# 弗兰克·塞韦尔
弗兰克·塞韦尔（瑞典語：Frank Cervell，1907年2月22日—1970年9月3日），瑞典前男子击剑运动员。他曾代表瑞典参加1948年夏季奥林匹克运动会击剑比赛，获得男子团体重剑铜牌。